# Медвежий праздник
Медвежий праздник — центральный обряд культа медведя, широко распространённого среди северных народов (в частности, у кетов). Он представляет собой совокупность ритуалов — от охоты на медведя до его ритуального разделывания. Все действия обряда строго регламентированы.

## Ритуалы и их последовательность

### Охота
Праздник начинается с охоты на медведя. Согласно верованиям кетов, медведь сам сдаётся на милость охотника, вставая на задние лапы и открывая уязвимое брюхо. Кеты считают, что в этот миг в медведя перерождается кто-то из уже умерших родственников. Обычно это старшие родственники, однако могут быть и сыновья. Сдающийся медведь — это родственник, который хочет отправиться в гости к своим. Смерть для него не страшна, ибо, по их поверьям, его душа переродится. Таким образом, кеты считали, что один человек после смерти может заглянуть к родным несколько раз в обличии нескольких животных. Охотники же об убитом медведе никогда говорили, что это они его убили.

### Гадания
Когда убитое животное приносили домой, первым делом у него отрезали правую переднюю лапы, использовавшиеся для гаданий. Животное укладывали брюхом кверху, после чего самый старый охотник задавал вопрос и подбрасывал лапу. Если она падала шерстью вверх, это означало, что медведь дал отрицательный ответ. Если же кверху ладонью, то положительный. Первым делом выясняли личность медведя, то есть кем он был, когда был человеком. Помимо этого, у медведя спрашивали ещё целый ряд вещей вплоть до желаемой длительности пребывания в гостях.

### Разделка и употребление медведя
После гадания происходили свежевание и разделка животного. У кетов за этим занятием не крылось сложных и длительных ритуалов, смыслов и последовательностей действий. В этом они заметно отличаются от других северных и особенно от дальневосточных народов. Сначала снимали шкуру, затем вырезали определённые пласты жира, затем расчленяли и удаляли внутренние органы, часть из которых отправлялась для жарки на костёр. Жир срезали с различных частей тела, в разных пропорциях, и давали получившимся видам кусков различные имена, несущие значение животных, которых хочет приманить охотник и т. д.
Разделкой руководили исключительно мужчины. При этом раньше существовали запреты на поедание определённых частей тела женщинами, а то и вовсе всеми людьми, так как согласно суевериям, это могло вызвать проблемы в будущем. Сейчас же все эти суеверия почти полностью исчезли, хотя часть органов (органы дыхательной системы) до сих пор выкидывают.

### Гостящий медведь
Поскольку большая часть туловища медведя подвергалась тщательной разделке, то для следующей части ритуала необходимо сделать нечто вроде символического тела медведя. Этот символ представляет медведя в течение дальнейшего праздника.
Символизирует медведя сборка из нескольких кусков бересты, на которых животное изображено, и собранных таким образом, что эта сборка объёмна. Медведю делают нечто вроде постели или комнаты и укладывают головой к огню. Так медведь становится гостем. Пока он гостит, в доме не едят медвежьего мяса и жира. Дальше медведя возрождают. Для этого символ снабжают отдельными частями тела животного, медными пластинами, спичками-рёбрами, пистонами и магическим кольцом из веточки кедра.
В конце ритуала охотник наряжался в шкуру медведя (а ранее специальным образом надевал медвежий нос) и таким образом в личине животного как бы приманивали охотникам добычу.

### Музыка
Во время медвежьего праздника у народов, живущих в дельте реки Амур, применялся музыкальный инструмент дуэнтэ, представляющий собой подвешенное на крестообразные стойки двух-трёхметровое еловое бревно, в котором выдалбливались отверстия различной величины; при ударе деревянной колотушкой по такому инструменту раздавались звуки разной высоты.